# Cinasa Jano 1
La cinasa Jano 1 es una proteína tirosina cinasa humana esencial para la señalización de ciertas citocinas de tipo I y tipo II. Interactúa con la cadena gamma común (γc) de los receptores de citocinas de tipo I, para provocar señales de la familia de receptores de IL-2 (p. Ej. IL-2R, IL-7R, IL-9R e IL-15R), la familia de receptores de IL-4 (p. Ej. IL-4R e IL-13R ), la familia de receptores gp130 (p. Ej. IL-6R, IL-11R, LIF-R, OSM-R, receptor de cardiotrofina-1 (CT-1R), receptor de factor neurotrófico ciliar (CNTF-R), receptor de neurotrofina-1 (NNT-1R) y receptor de leptina). También es importante para la transducción de una señal por interferón de tipo I (IFN-α/β) y tipo II (IFN-γ), y miembros de la familia de IL-10 a través de receptores de citocinas de tipo II. Jak1 juega un papel crítico en el inicio de respuestas a múltiples familias de receptores de citocinas principales. La pérdida de Jak1 es letal en ratones recién nacidos, posiblemente debido a las dificultades para amamantar. La expresión de JAK1 en las células cancerosas permite que las células individuales se contraigan, lo que potencialmente les permite escapar de su tumor y hacer metástasis en otras partes del cuerpo.